# Agripina Vagànova
Agripina Iàkovlevna Vagànova (en rus: Агриппи́на Я́ковлевна Вага́нова) (San Petersburg, Imperi Rus, 6 de juliol de 1879 - San Petersburg, URSS, 5 de novembre de 1951) va ser una coreògrafa i professora de dansa russa, que va desenvolupar el mètode Vagànova, tècnica de dansa clàssica derivada dels mètodes d'ensenyament de l'antiga Escola de Ballet Imperial (actual Acadèmia Vagànova de Ballet) sota el mestre de ballet Màrius Petipà, principalment els anys 1880 i 1890. El seu Fonaments de la Dansa Clàssica (1934) encara avui és un llibre de text comú per a la instrucció de les tècniques de ballet.

## Biografia
Tota la vida de Vagànova va ser relacionada amb el Ballet Imperial (més tard Ballet Kirov) de l'Teatre Mariïnski a Sant Petersburg. Va ser acceptada el 1888 a l'Escola de Ballet Imperial, la gran institució de dansa clàssica fundada per Anna de Rússia i finançada pels tsars. Es va graduar de la Classe de Perfection de l'anterior Prima Ballerina Ievguénia Sokolova (també va ser entrenada per Iekaterina Vàzem, Enrico Cecchetti, Christian Johansson i Pàvel Gerdt). El ballet no li va resultar fàcil a Vagànova en els seus primers anys com a estudiant, però lentament i gràcies als esforços i força de voluntat va aconseguir unir-se a l'il·lustre Ballet Imperial després de la seva graduació. Encara que no va aconseguir la categoria de Prima fins a un any abans de retirar-se, va arribar a ser coneguda entre els aficionats al ballet de Sant Petersburg com la «reina de les variacions» pel seu virtuosisme i nivell tècnic. Curiosament, l'antic Maître Petipà es va preocupar molt poc per Vaganova com a ballarina: totes les mencions a les seves actuacions en els seus diaris solen anar acompanyades de comentaris com ara «horrible» o «espantós».
El 1917 es va retirar de l'escenari i va començar a ensenyar al khortékhnikum, com es coneixia llavors a l'Escola de Ballet Imperial. Encara que havia tingut una carrera respectable com a ballarina, seria gràcies al seu mestratge en l'ensenyament de dansa clàssica com es guanyaria un destacat lloc en la història del ballet. El seu propi esforç inicial per desentranyar la tècnica del ballet li havia ensenyat molt. Els estudiants que va entrenar, tots van esdevenir llegendes de la dansa. Després la revolució de 1917 el futur del ballet a Rússia semblava ombrívol, però Vagànova «va lluitar amb dents i ungles» (com ella deia) per la supervivència de l'art que estimava i la conservació del llegat de Màrius Petipà. El 1934 va ser nomenada directora del khortékhnikum, l'escola que actualment porta el seu nom: l'Acadèmia Vagànova de Ballet. Entre els pupils de Vagànova hi ha les famoses ballarines soviètiques Olga Spessívtseva, Natàlia Dudínskaia, Marina Semiónova, Galina Ulànova, Olga Lepexínskaia, Vera Xvetsova i Maia Plissétskaia. Els seus ensenyaments cercaven de combinar l'estil elegant i refinat del Ballet Imperial que Vagànova havia après de Enrico Cecchetti amb la més vigorosa dansa desenvolupada a la Unió Soviètica. El 1933 va posar en escena i va fer la coreografia de la celebrada versió de El llac dels cignes amb Ulànova com Odette-Odile. Altres famosos graduats de l'acadèmia de Vagànova van ser Rudolf Nuréiev, Irina Kolpakova, Mikhaïl Baríxnikov, Natàlia Makàrova, Iuri Soloviov, Altinai Assilmuràtova, Diana Vixniova i Svetlana Zakhàrova.
Va rebre el títol Artista del Poble el 1936 i el 1946 el Premi Stalin.